# Egeus
Egeus is een personage in William Shakespeares A Midsummer Night's Dream. Hij is de vader van Hermia en wil dat zijn dochter zich verlooft met Demetrius waar hij goed bevriend mee is. Egeus beroept zich hierbij op een oude atheense wet, dat indien zijn dochter ongehoorzaam is voor de wil van de vader (Egeus) zij ter dood veroordeld kan worden, of tot levenslange kuisheid veroordeeld kan worden door middel van een intrede in het klooster. Hij beroept zich tot Theseus met het citaat uit de wetstekst.
Ik verzoek het oude privilege van Athene
Aangezien ze mijn eigendom is, geef ik haar weg
eerder aan deze heer (Demetrius)
Of naar haar dood, zoals onze wet het voorschrijft
wat in dat geval onmiddellijk wordt uitgevoerd